# 舒曼站
舒曼站（Schuman），副站名“欧洲区”（法語：Quartier Européen），是布鲁塞尔地铁1号线和5号线的车站，位于比利时布鲁塞尔首都大区布鲁塞尔法律街。该站位于布鲁塞尔舒曼火车站下方。

## 名称
该站得名于附近的罗贝尔·舒曼环岛，其以法国总理罗贝尔·舒曼命名，副站名“欧洲区”则是得名于布鲁塞尔欧洲区。